# Бидони
Бидони (итал. Bidonì) је насеље у Италији у округу Ористано, региону Сардинија.
Према процени из 2011. у насељу је живело 159 становника. Насеље се налази на надморској висини од 254 м.

## Становништво
| 1931. | 1936. | 1951. | 1961. | 1971. | 1981. | 1991. | 2001. | 2011. |
| ----- | ----- | ----- | ----- | ----- | ----- | ----- | ----- | ----- |
| 397   | 379   | 403   | 400   | 287   | 246   | 188   | 159   | 147   |